# Jezioro Powsinkowskie
Jezioro Powsinkowskie (lub Jeziorko Powsinkowskie) – jezioro w Warszawie, starorzecze wiślane w dzielnicy Wilanów, w rejonie osiedla Powsinek.

## Położenie i charakterystyka
Jezioro położone jest w południowej części Warszawy, w dzielnicy Wilanów, na osiedlu Powsinek. Od strony północno-zachodniej graniczy z Jeziorem Wilanowskim. Rozdziela je most z ulicą Vogla. Jezioro połączone jest z Jeziorem pod Morgami poprzez Rów Powsinkowy. Do zbiornika wodnego uchodzi także Rów Natoliński.
Jezioro Powsinkowskie znajduje się w otoczeniu zabudowy jednorodzinnej, sadów oraz terenów otwartych z turzycowiskiem. Jest starorzeczem Wisły znajdującym się po lewej stronie rzeki i współtworzy 12-kilometrowy ciąg starorzeczy, rozpoczynający się od jezior Bielawskich (Górnego i Dolnego), przez Jezioro Lisowskie, Jezioro pod Morgami, Jezioro Powsinkowskie do Jeziora Wilanowskiego. Brzegi są piaszczyste, zachodnie wyniesione na ok. 3 m, pozostałe brzegi o wysokości 1–2 m.
Jezioro stanowi część kompleksu „dobra Wilanów” utworzonego w XVIII w., którego właścicielem był m.in. ród Czartoryskich.
Zgodnie z ustaleniami w ramach „Programu Ochrony Środowiska dla m. st. Warszawy na lata 2009–2012 z uwzględnieniem perspektywy do 2016 r.” jezioro położone jest na terasie zalewowej, a jego powierzchnia wynosi 10,9152 hektara. Inne źródła mówią o 8,5 ha. Według numerycznego modelu terenu udostępnionego przez Geoportal lustro wody znajduje się na wysokości 82,8 m n.p.m. Długość akwenu wynosi 700 m, a jego maksymalna szerokość to 100 m, głębokość to 2–3 m. Jezioro jest wydłużone w kierunkach północ–południe, tworząc na południu dwa odgałęzienia: do wschodniego uchodzi Rów Powsinkowy, do zachodniego Rów Natoliński.

## Przyroda
Jezioro charakteryzuje się bogatym i różnorodnym zespołem makrobezkręgowców bentosowych, co może świadczyć o jego dużej wartości przyrodniczej. Zbiornikowi przyznano w 2009 roku II klasę czystości wody wg metody BMWP-PL. Wskaźniki dla Jeziora Powsinkowskiego: liczba rodzin makrobezkręgowców: 23, wskaźnik Margalefa: 3,58; wskaźnik Simpsona: 0,78. Zgodnie z monitoringiem w ramach Natura 2000 przeprowadzonym w latach 2009–2011 jezioro wykazało stan niezadowalający (U1).
W rejonie jeziora występują liczne ptaki, w tym chronione m.in. bączek, czajka, czernica, rybitwa białowąsa, rybitwa czarna, rybitwa rzeczna i dziwonia. Wśród roślinności występuje grążel żółty, a także zbiorowiska wodne i szuwarowe Phragmitetalia, w tym szuwar jeżogłówki gałęzistej.
Jezioro Powsinkowskie, wraz z Jeziorem Wilanowskim, doliną rzeki Wilanówka, Morysinem oraz pobliskimi łąkami i polami stanowią ważny ciąg przyrodniczy Warszawy, który pełni istotne funkcje hydrologiczne, ma też spore znaczeniu dla klimatu. Ciąg ten nawietrza Warszawę masami czystego powietrza transportowanymi od południa, wytworzonymi przez roślinność Lasu Kabackiego i Lasów Chojnowskich.
Jezioro, wraz z Potokiem Służewieckim, zgodnie z miejscowymi planami zagospodarowania przestrzennego jest odbiornikiem wód opadowych z pobliskiego Miasteczka Wilanów.
Jezioro Powsinkowskie położone jest na terenie Warszawskiego Obszaru Chronionego Krajobrazu (Dz. Urz. Woj. Maz. Nr 42/14.02.2007 r., poz. 870).

## Galeria

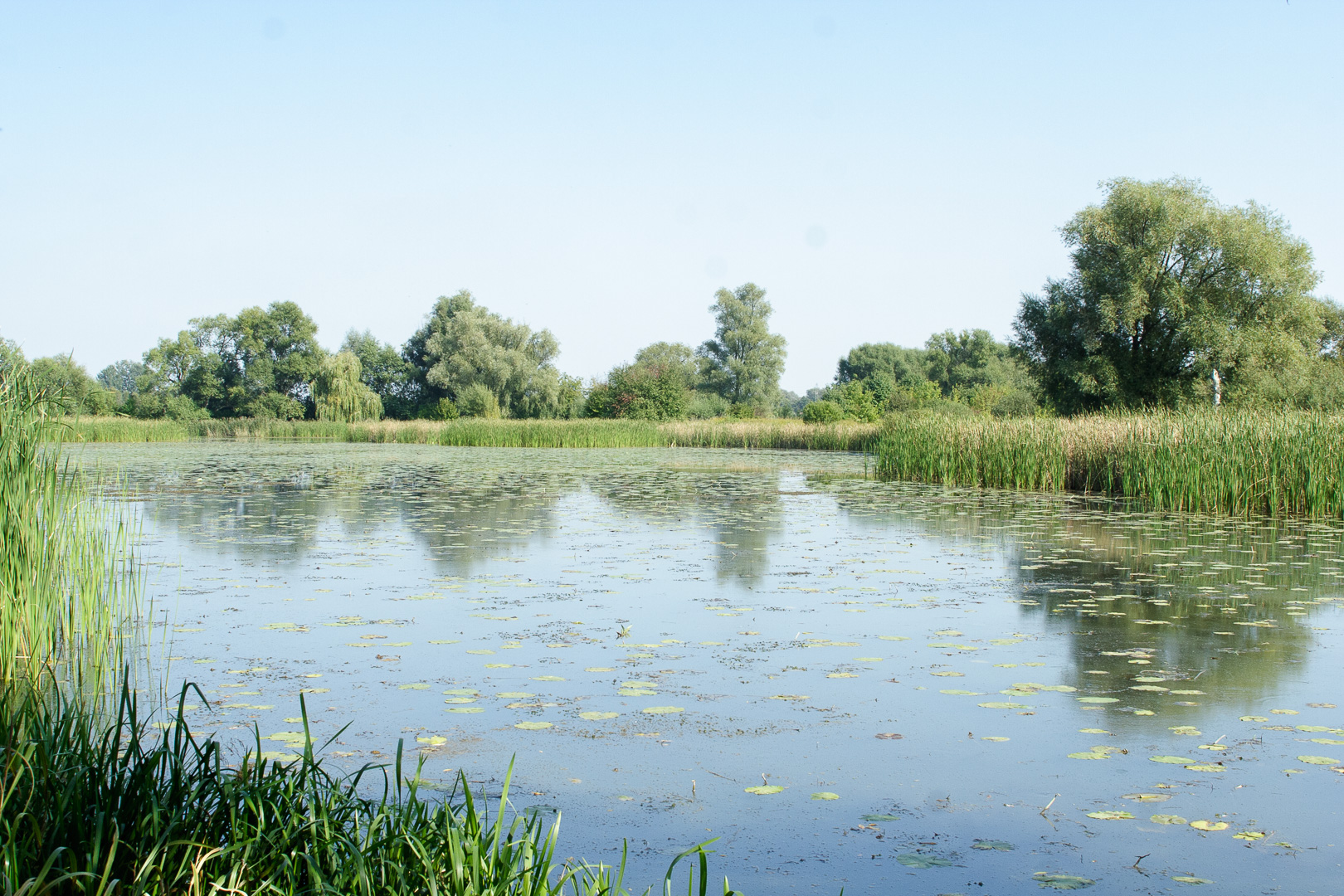
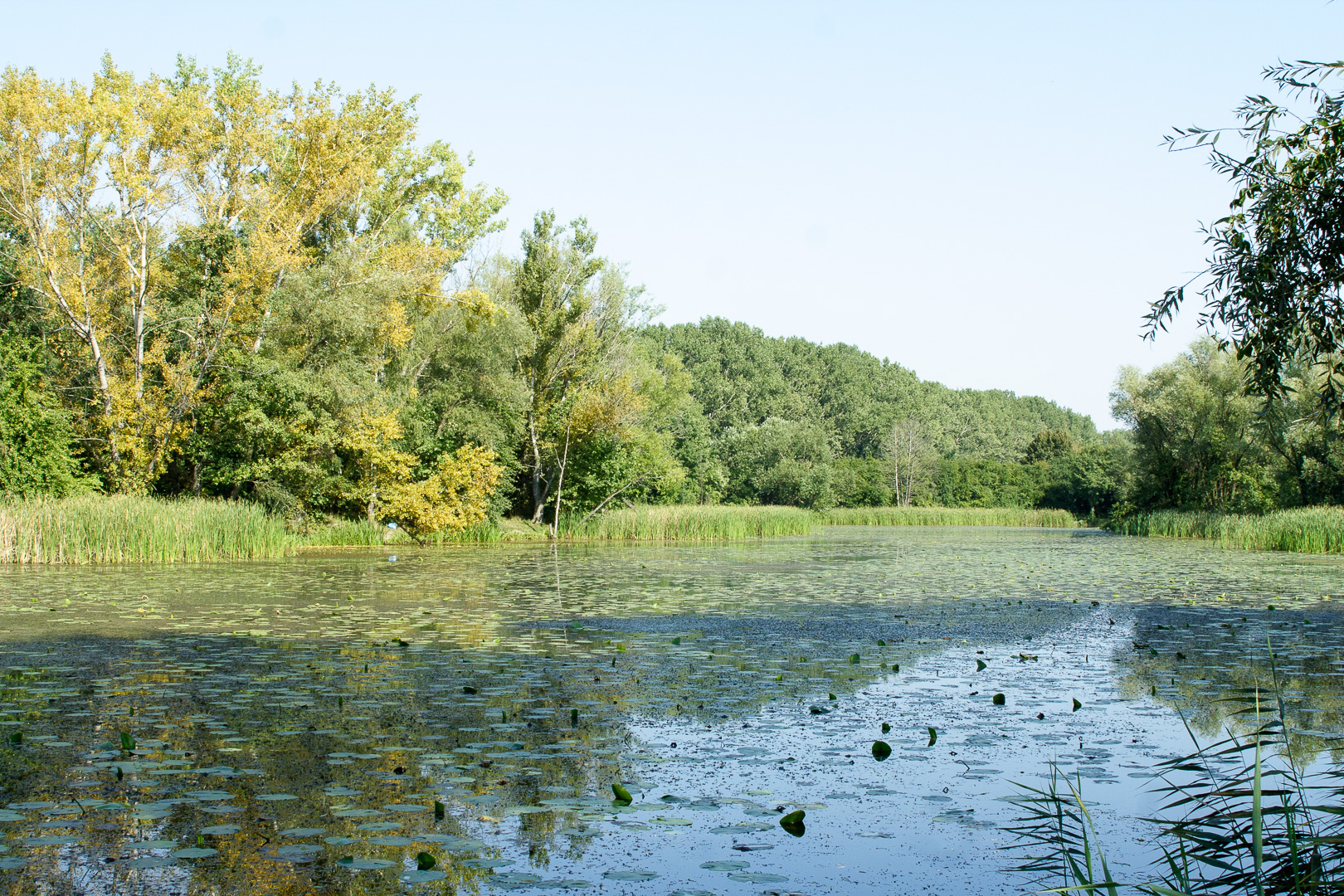
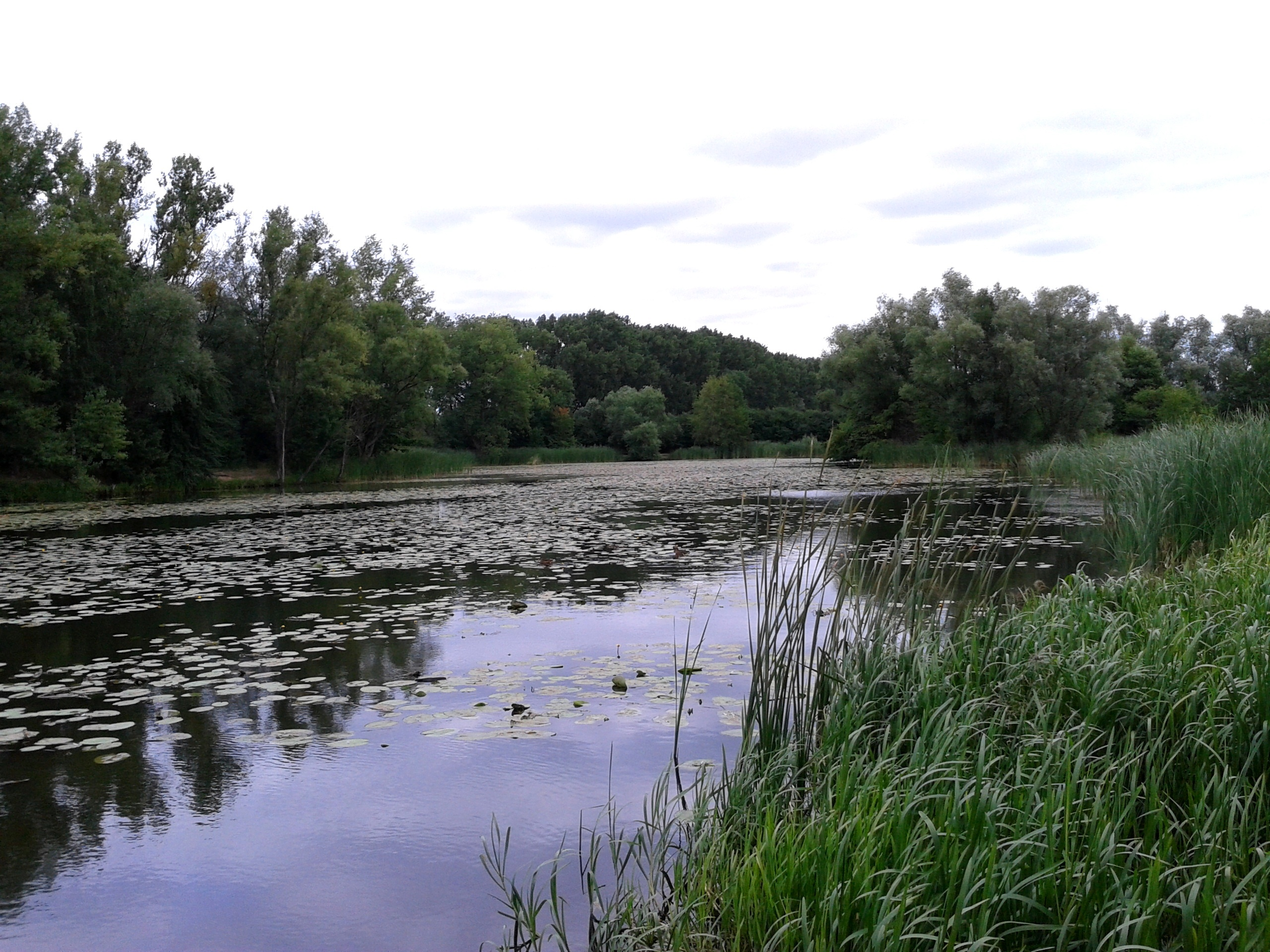
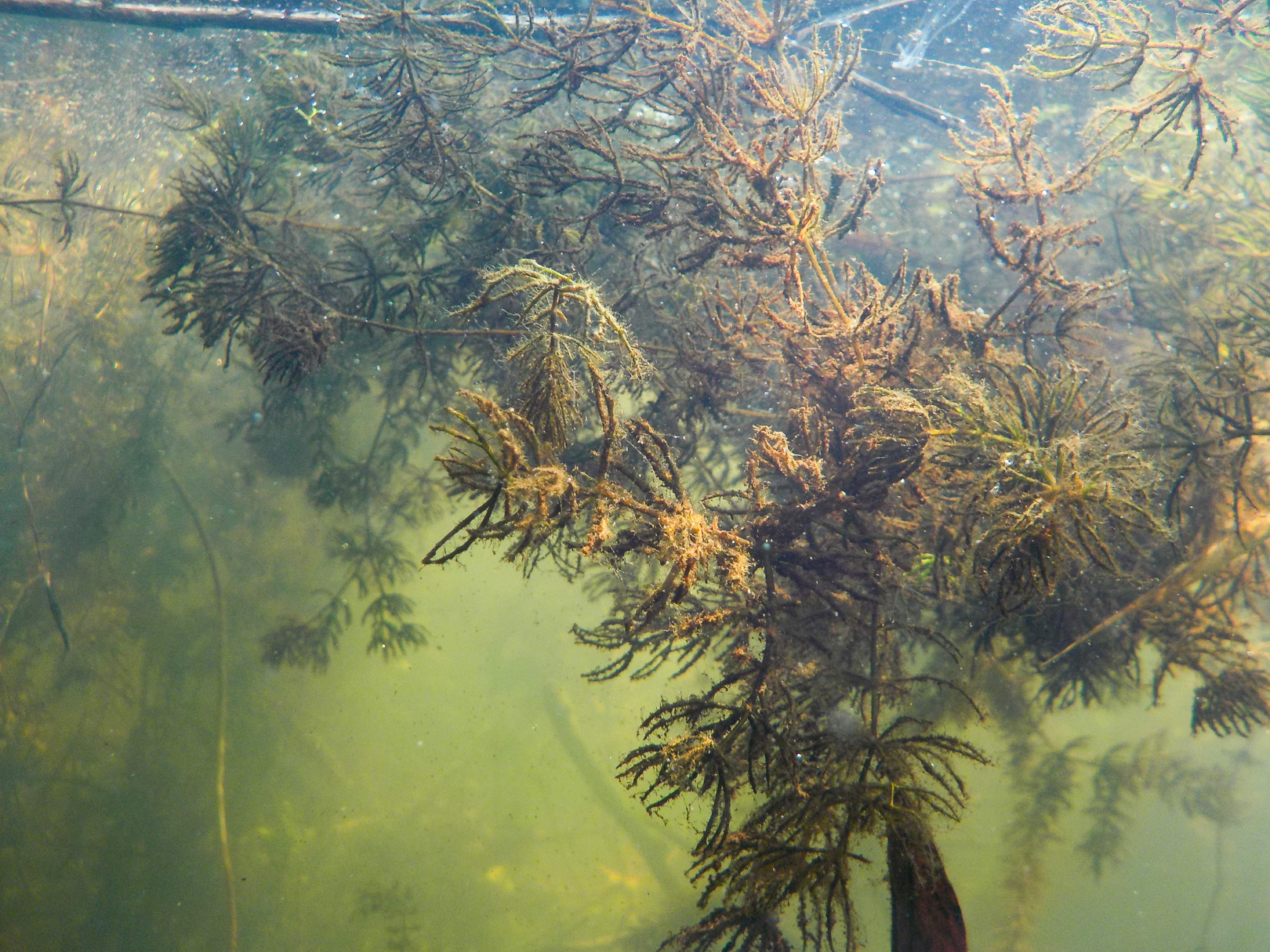